# 8139 Paulabell
8139 Paulabell este un asteroid din centura principală de asteroizi.

## Descriere
8139 Paulabell este un asteroid din centura principală de asteroizi. A fost descoperit pe 31 octombrie 1980 la Observatorul Palomar de Schelte J. Bus. Asteroidul prezintă o orbită caracterizată de o semiaxă mare de 2,25 ua, o excentricitate de 0,10 și o înclinație de 4,8° în raport cu ecliptica.